# ان‌جی‌سی ۶۲۵۱
ان‌جی‌سی ۶۲۵۱ (انگلیسی: NGC 6251) نام یک کهکشان است.